# Посейдон с мыса Артемисион
«Посейдон с мыса Артемисион» или «Бог с мыса Артемисион» — бронзовый подлинник античной греческой статуи V в. до н. э., найденный в 1926 году ныряльщиками за губками в Эгейском море у мыса Артемисион (на северо-востоке острова Эвбея) вместе со «Всадником с мыса Артемисион» в районе кораблекрушения и поднятый на поверхность в 1928 году. Статуя изображает неустановленного бога, предположительно Посейдона или же Зевса, замахивающегося, чтобы метнуть не сохранившееся до наших дней оружие: копье, трезубец (атрибут Посейдона) или молнию (атрибут Зевса Керавновола — «Мечущего молнии»). Статуя входит в число редких бронзовых подлинников, дошедших до наших дней.

## Находка
Это были остатки кораблекрушения римского судна начала I века н. э. Греческий флот начал исследовательскую операцию и извлёк ряд бронзовых фрагментов, но прекратил дальнейшие работы после гибели одного из пловцов от декомпрессии. Остатки корабля находятся на глубине 40 метров и более не исследовались. В 1926 году было найдено место кораблекрушения и извлечена левая рука статуи. Все остальное было поднято в 1928 году.

## Посейдон или Зевс

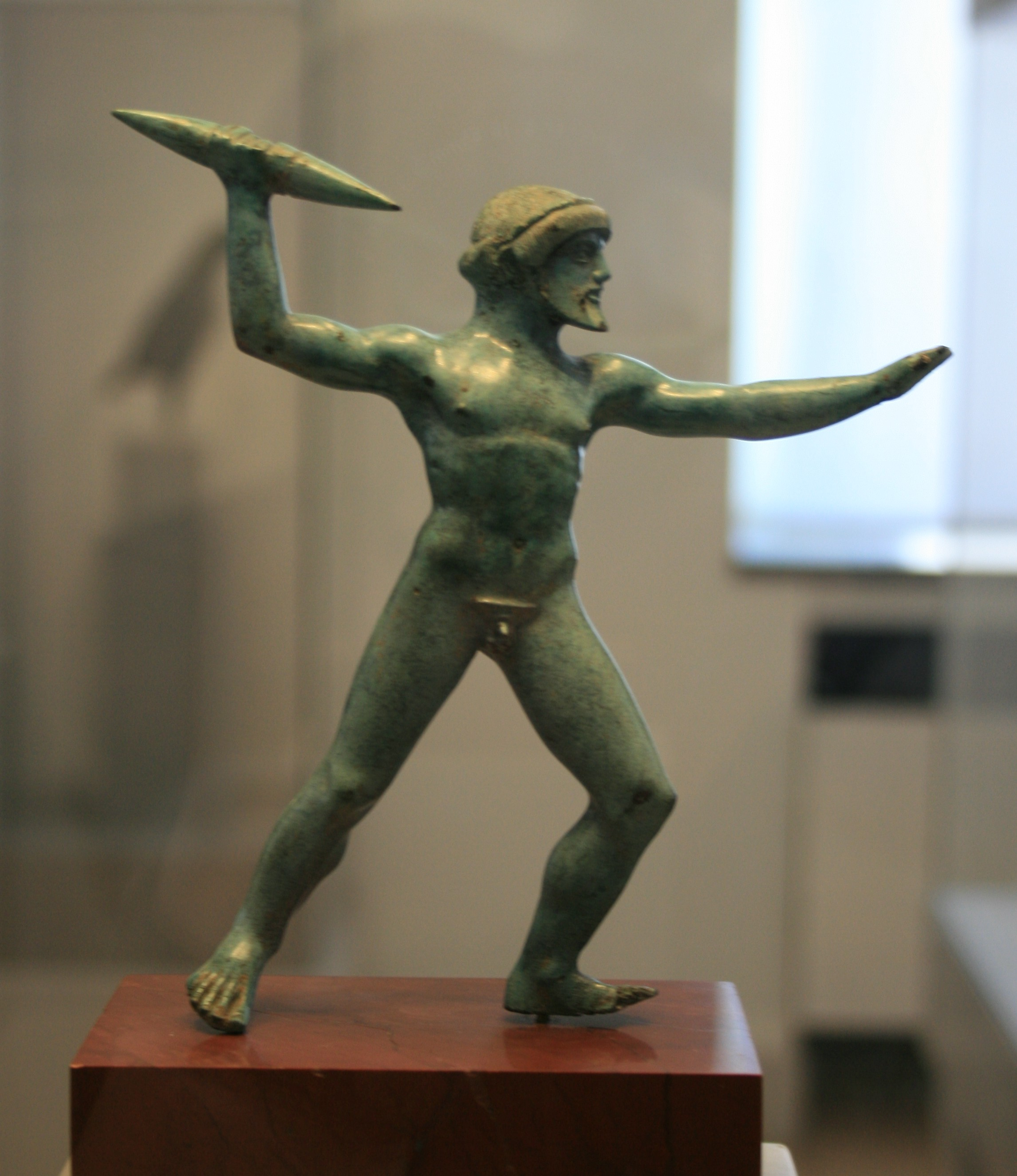
«Додонский Зевс» держит в руках молнию, выполненую в виде сплющенного продолговатого диска

Наиболее популярной была версия о том, что статуя изображает Посейдона; но установить это невозможно, так как оружие, которое было в руках у бога, потеряно. Проблема с идентификацией статуи как морского владыки состоит в том, что если бы он держал трезубец, то это оружие загораживало бы лицо и нарушало линию профиля. Иконографические параллели с монетами и вазописью той же эпохи показывают, что подобная композиция крайне маловероятна. Впрочем, трезубец мог быть очень коротким, что решило бы проблему. С другой стороны, сохранился обширный ряд бронзовых статуэток меньшего размера (начиная с конца VII века до н. э.), которые повторяют ту же самую позу и представляют Зевса с молнией. Так что в наши дни принято считать, что, скорее всего, это изображение Зевса; впрочем, мнения остаются разделёнными.

## Описание
У статуи пустые глазницы, которые изначально были инкрустированы, возможно, слоновой костью, брови были выполнены из серебра, губы и соски из меди. В число возможных авторов статуи записывают Агелада, Каламида или Мирона.